# Melter (cómic)
Melter o Smelter (Fundidor en español) (Bruno Horgan) es un supervillano de Iron Man personaje ficticio de los cómics publicados por Marvel Comics. Apareció por primera vez en Tales of Suspense #47 (Nov. 1963) y fue creado por Stan Lee y Sam Rosen.

## Historia de publicación
El personaje hizo aparición en Tales of Suspense #47 (noviembre 1963) y fue creado por Stan Lee y Sam Rosen.
El era un industrial que se especializa en proveer municiones al Gobierno de los Estados Unidos. Luego de un encuentro inicial con el héroe Iron Man, el personaje reaparece en Avengers #6 (julio 1964) como parte del equipo de supervillanos los Maestros del Mal. Una versión de los Maestros del Mal regresa en Avengers #15 - 16 (abril-mayo 1965), donde Melter aparece encarcelado. Melter reaparece para pelear contra Iron Man en Tales of Suspense 89 - 90 (mayo-junio 1967), y luego en Avengers #54 - 55 (julio-agosto 1968) como parte de la próxima versión de los Maestros del Mal (formados sin el conocimiento de los villanos por el robot Ultron) y otra vez en Avengers #83 (diciembre 1970). El personaje se convierte en un villano perenne en el título Iron Man, y aparece en los volúmenes #72 (enero 1974); #92 (noviembre 1976) y #123 - 124 (junio-julio 1979) y #127 (octubre 1979).
Luego de otro intento de sabotear la compañía Stark International en Iron Man #166 (enero de 1983), el personaje reaparece en Marvel Two-in-One #96 (febrero de 1983) antes de ser asesinado durante Scourge of the Underworld, en Avengers #263 (enero de 1986). Como escritor, Mike Conroy declaró: "Bruno Horgan fue uno de esos villanos que se pusieron tiempos más simples... Los tiempos siguen adelante, sin embargo, y la creación de Stan Lee y Steve Ditko no. A pesar de numerosas mejoras a su arsenal, Melter nunca fue el mejor intérprete."
Hace mucho tiempo el escritor de Marvel Roger Stern recordaba:

...Mark Gruenwald ha completado una lista de villanos que fueron o menos que inspirados o han sobrevivido su bienvenida. Elijo a Melter porque él fue un poco papanatas. Ha habido tal vez una buena historia de Melter... que han repetido una y otra vez varios escritores. Cuenta que no hay nada malo con el nombre.

El personaje ha hecho varias apariciones póstumas en los títulos Fantastic Four; X-O Manowar/Iron Man: Heavy Metal y Avengers.
Otro personaje que usa el nombre "Melter" apareció durante el Dark Reign, en la serie limitada Dark Reign: Young Avengers #1 - 5 (julio-diciembre de 2009).

## Biografía ficticia del personaje

### Bruno Horgan
Bruno Horgan es conducido a la bancarrota cuando un equipo de inspección de seguridad del gobierno prueba que está usando materiales inferiores, con los contratos de defensa otorgado a su competidor, Tony Stark (el alter ego del héroe Iron Man). Descubriendo que uno de sus dispositivos defectuosos es capaz de generar un rayo capaz de "derretir" cualquier cosa hecha de hierro, Horgan rediseña el dispositivo para que pueda ser atado a su pecho, y después de ponerse un traje adopta el alias de Melter. Como Melter, Horgan se convierte en un criminal profesional y se embarca en una campaña de sabotaje industrial, finalmente encontrando a Iron Man. A pesar de dañar la armadura del héroe, Melter es derrotado cuando Stark construye una armadura duplicada temporal compuesta de aluminio, pero salta a la alcantarilla, aunque Stark no sabe si fue asesinado o no.
Melter reaparece como un empleado del villano maestro Barón Zemo (que ha mejorado el rayo derretidor para afectar todos los metales) como parte del equipo de supervillanos los Maestros del Mal. Ayuda a rociar el Adhesivo X sobre la ciudad. Melter se encuentra con Iron Man cuando los Vengadores se encuentran por primera vez con los Maestros, pero Iron Man lo golpea con su repulsor magnético. Los Maestros fueron derrotados con el Melter encarcelado después de que Iron Man lo mojara con agua, evitando que su rayo funcionara. El Hombre Radiactivo fue deportado de regreso a China, mientras que el Caballero Negro y Melter se colocan en una celda con barras tratadas químicamente para que no se puedan derretir. Los Maestros del Mal tienen un segundo encuentro con los Vengadores después de que el Caballero Negro y Melter son sacados de la cárcel por el Encantador y el Verdugo. El Melter casi termina a Iron Man después de soldar sus botas al techo, pero Thor lo detiene con su martillo uru, que el Melter no puede derretir. Los Maestros del Mal finalmente son derrotados después de que Thor los transportó a ellos y a los Vengadores a otra dimensión, con diferentes leyes científicas que significaron que sus armas se recuperaron. Los villanos son atados y devueltos a la Tierra. El personaje mejora su armamento y lucha contra Iron Man una vez más, antes de reaparecer como parte de la próxima versión de Masters of Evil, aunque los villanos son derrotados cuando el Caballero Negro los traiciona. Los Maestros del Mal - con el Melter - también se encuentran accidentalmente con los Vengadores durante un desfile y durante la batalla son derrotados cuando son sorprendidos por las superheroínas Damas Libertadoras.
El Melter tiene varias batallas con Iron Man: bajo la dirección del villano de otras dimensiones, Lama Negra, Melter se une a los compañeros villanos Whiplash y Man-Bull para formar el equipo del Escuadrón de la Muerte y tratan de matar al héroe; mejora una vez más y ataca antes de ser derrotado; y vuelve a aparecer, con muchos otros villanos, como empleado de penal intelectual Justin Hammer. Bajo la dirección de Hammer, Melter y sus villanos compañeros tienen una serie de encuentros con Iron Man, en un intento sin éxito de neutralizar al héroe. Después de otro intento de sabotear la compañía Stark Internacional, el personaje hace una breve aparición con otros villanos en un intento fallido de matar al miembro de los Cuatro Fantásticos, la Cosa.
Finalmente, Melter logra aumentar el poder de su rayo de fusión a su punto máximo, pero antes de que pueda emplearlo, es sorprendido y asesinado por el Azote del Inframundo, quien se disfraza como el asistente de laboratorio del villano. Azote destruye el último rayo de fusión inmediatamente después.

### Christopher Colchiss
El segundo personaje de Melter aparece por primera vez en Dark Reign: Young Avengers # 1 (julio de 2009) y fue creado por Paul Cornell y Mark Brooks.
Christopher Colchiss más tarde adopta el nombre de Melter y es reclutado para dirigir el "Jóvenes Maestros", un súper equipo adolescente que se opone a los Jóvenes Vengadores. Este fusor tiene superpoderes de fusión inherentes y no requiere ayudas artificiales. A diferencia del Melter original, sus habilidades también se extienden a los humanos.
Melter tiene serias dudas sobre la convicción moral de la mayoría de sus compañeros de equipo, y dos veces ha cometido errores con sus poderes que mataron a las personas: sus padres cuando era joven y más recientemente una anciana que lo engañó en la cara pensando que era un asaltante. Melter también provocó el colapso de una estación de metro al derretir sus soportes por accidente, aunque sin causar víctimas graves. Estos incidentes han resultado en que sea extremadamente reacio a usar sus poderes en combate. Melter desea ser un héroe, pero no está seguro de lo que debe hacer para serlo.
Colchiss fue reclutado más tarde por Mandarín y Zeke Stane para ayudar a los otros villanos de Iron Man a derrotar a Iron Man. Colchiss recibió un traje mejorado de Mandarín y Zeke Stane.
Durante el argumento de Avengers: Standoff!, Melter era un preso de Pleasant Hill, una comunidad cerrada establecida por S.H.I.E.L.D.
Christopher fue recibido en la nación de Krakoa, solo para mutantes, y se le hizo borrón y cuenta nueva. Por razones desconocidas, comenzó a destruir partes de la isla tratando de espiar las reuniones del consejo que entraban en conflicto con el Profesor X. A pesar de afirmar que solo quería ayudarlo a él y a su nación y recibir dos advertencias, fue arrojado al Pozo del Exilio por rompiendo la ley "Respeta la tierra sagrada de Krakoa". Una vez en el foso, él y los otros prisioneros nuevos fueron recibidos por su residente original: Sabretooth. Si bien al principio trató de cazarlos, Tercer-Ojo finalmente usó sus poderes para romper la ilusión y convencer a Víctor de que no eran ellos a los que quería lastimar, por lo que cambió la ilusión para que todos fueran compañeros de prisión con Xavier y Magneto como los guardianes. Luego, Sabretooth les enseñó a los otros prisioneros cómo canalizar sus conciencias a través de la isla para manifestarse sobre el suelo en cuerpos artificiales. Envió a todos los prisioneros en misiones para reclutar personas para su causa, excepto a Christopher, a quien retuvo porque podía sentir que todavía sentía lealtad por Xavier. Dientes de Sable lo atacó en su mundo mental, luego, cuando quedó como una pulpa sangrienta, le explicó su plan, pero mientras explicaba, Christopher pudo obtener suficiente control sobre su cuerpo para tocar y derretir el cuerpo de Víctor. La destrucción del cuerpo de Sabretooth casi mata a todos en el pozo porque estaba controlado por su mente, pero Tercer-Ojo salva a todos arrastrando sus conciencias al plano astral mientras Krakoa repara sus cuerpos. Melter se encuentra en un cuerpo evolucionado en una recreación del hogar de la infancia de Dientes de Sable con los otros prisioneros, encuentran a Sabretooth allí esperándolos. Después de cenar juntos, todos discutieron qué hicieron para que los arrojaran al foso y si merecían estar allí. Poco después se encontraron con Cypher, quien les informó que Sabretooth los había traicionado y escapó de El Pozo por su cuenta. Les ofreció sus propias liberaciones con dos condiciones, que tomaran como prisioneros a Nanny, Orphan-Maker, y Sapo, quienes se habían estado escondiendo en el Infierno de Sabretooth donde originalmente habían estado. entró y que el equipo reunido persigue a Sabretooth para que pueda ser castigado por sus crímenes. El equipo de exiliados se aleja de Krakoa en un barco creado por Madison Jeffries.
Melter se unió a los otros exiliados en un viaje para encontrar a Sabretooth que lo llevó a unirse a ellos mientras se infiltraban en una serie de prisiones y centros de experimentación de Orchis Mutant. En este tiempo formó una amistad poco probable con Orphan-Maker, quien debido a su nueva apariencia, lo confundió con la Antorcha Humana. Después de que Orphan-Maker fuera secuestrado y manipulado para quitarse la armadura por parte del Doctor Barrington, lo que significa que sus poderes potencialmente finales del mundo ya no estaban contenidos, Third-Eye los llevó a todos al Plano Astral para ganar tiempo mientras Nanny y Jeffries le construyeron un nuevo traje. Melter tuvo que mantener la fachada de que era Johnny Storm para mantener la calma de Orphan-Maker después de que se despertó pensando que estaba en el infierno. Después de que Nanny y Jeffries le construyeron un traje nuevo, el equipo escapa con los prisioneros Orchis liberados en su bote, que Maddison usó escombros de la base destruida para convertirlo en un recipiente lo suficientemente grande como para contenerlos a todos. Sabretooth decide promulgar un último plan de venganza contra el Consejo Silencioso poniendo a todos los jóvenes prisioneros mutantes en contra de Krakoa, él es interrumpido cuando el equipo llega a la base final de Orchis bajo el agua y es golpeado por un maremoto. Durante la conmoción, Sabretooth es nuevamente secuestrado por Orchis y le dice a su equipo que lo busque antes de desaparecer. El resto del equipo, junto con la Dra. Barrington y su creación, están atrapados en la base con los niños que instintivamente los atacan por temor a que estén allí para realizar más experimentos. Después de que Nanny apaga los cerebros de todos, excepto de ella y Orphan-Maker, todo el equipo se despierta en el barco, excepto Nanny y Orphan-Maker, el Dr. Barrington y su creación y Sabretooth, quienes se fueron para perseguir sus propios objetivos, Nanny y Orphan-Maker llevándose consigo a todos los bebés mutantes.

### Criminal sin nombre
Roderick Kingsley luego vendió el traje y equipo original de Melter a un criminal sin nombre. Melter estuvo presente con Hobgoblin (que en realidad era el mayordomo de Roderick Kingsley, Claude) cuando dirigió a sus fuerzas a luchar contra la Nación Duende del Rey Duende. Después de que el Rey Duende matara a Hobgoblin, Melter estaba entre los villanos que desertaron a la Nación Duende.
Después de la victoria de Spider-Man sobre el Rey Duende, Melter estuvo entre los antiguos secuaces de los Hobgoblin en el Bar Sin Nombre, donde se encuentran con Electro.
Melter se encuentra entre los villanos en el Bar Sin Nombre que convencen a la Gata Negra de liderarlos.
Durante la historia de AXIS, Melter estaba entre los supervillanos que Missile Mate reunió para unirse al lado de Phil Urich (que operaba como Rey Duende) y los restos de la Nación Duende al afirmar que Roderick Kingsley los "abandonó".
Melter fue uno de los villanos que aparecían como miembro de los Seis Siniestros de Enjambre en el momento cuando atacaron a Spider-Man y los alumnos de la Escuela de Aprendizaje Superior de Jean Grey. Después de que Hellion derrotó a Enjambre, Melter y los otros villanos se rindieron.
Melter y Killer Shrike luego golpearon a Ringer para que sirviera como advertencia de la Gata Negra a cualquiera que le robara.
Cuando Iron Man regresa a su casa de piedra rojiza con su armadura desgastada, descubre que Melter ha derretido su Dodge Aspen y comienza a burlarse de él. Después de golpear a Melter, Iron Man levanta su cuerpo y lo vuela hacia el cielo. Lanza a Melter y luego lo rescata para irritación de los transeúntes.

## Poderes y habilidades
Bruno Horgan inventa un aparato que proyecta una forma de energía que aflojó las fuerzas de enlace entre las moléculas de las sustancias que causan estas sustancias para cambiar de estado sólido a estado líquido, de este modo derritiendo. El primer rayo de fusión de Melter podía afectar al hierro, mientras que una versión posterior pueden afectar a casi cualquier sustancia. El efecto de fusión no parece tener relación con el calor, pero cuando se utiliza en un ser humano, el rayo inflige quemaduras en lugar de realmente derretir. Melter utiliza varios de estos dispositivos, incluidas las versiones de pistola de mano y un dispositivo que se coloca en su torso con un arnés. Horgan posee un amplio conocimiento de las armas y municiones.
El segundo Melter puede agitar mentalmente las moléculas en la materia sólida para que pierda cohesión, derritiendo el objeto en cuestión. No se ha demostrado que Christopher pueda producir fuego real. Ha derretido balas mientras están en el aire, e incluso puede derretir a las personas con efectos fatales.

## Otras versiones

### Heroes Reborn
En el universo de Heroes Reborn creado por Franklin Richards, Bruno Horgan / fusor apareció como miembro de los Maestros del Mal de Loki.

### JLA / Avengers
Durante JLA/Avengers, Melter se encuentra entre los villanos cautivados que defienden la fortaleza de Krona cuando los héroes la asaltan, donde se le muestra volando Rocket Red.

## En otros medios

### Televisión
- Melter aparece en los segmentos de Capitán América y Iron Man de The Marvel Super Heroes, con la voz de Bernard Cowan.[39] Fue visto como miembro de Maestros del Mal del Barón Heinrich Zemo.
- Melter aparece en The Super Hero Squad Show, con la voz de Charlie Adler. En el episodio "Hulk Talk Smack", aparece como miembro de la Legión Letal de Doom. También aparece en el episodio "A Brat Walks Among Us", donde ayudó a los otros villanos a capturar a Brynnie Bratten. Le confesó su amor a Ms. Marvel, lo que la llevó a golpearlo en la cara. En el episodio "Tales of Suspense", Melter trabaja con Doctor Doom y Crimson Dynamo en un complot para desacreditar y destruir a Iron Man.
- Melter aparece en el episodio de Iron Man: Armored Adventures "The Invincible Iron Man Part 2: Reborn". Esta versión del personaje es el guardián makluano del sexto anillo, ubicado en un templo en una isla no identificada. Cuando el Mandarín y Howard Stark llegaron a su templo para reclamar su anillo, le hizo una prueba al anterior y amenazó con dañar a Stark si fallaba. El mandarín logró pasar la prueba antes de que el Melter pudiera dañar a Stark, pero luego lo mató atrapándolo en una sustancia sólida que se parecía al ámbar.
- Melter aparece en la serie de dibujos animados Ultimate Spider-Man. En el episodio "Doomed", se menciona que Spider-Man lo había golpeado previamente. En el episodio "El Vuelo de la Araña de Hierro", Spider-Man y su equipo luchan contra Melter, quien finalmente es derrotado por la armadura Araña de Hierro de Spider-Man.
- La encarnación de Bruno Horgan de Melter aparece en M.O.D.O.K. (2021), con la voz de Eddie Pepitone. Esta versión es un boomer autoproclamado que quiere abrir un camión de comida que sirva sándwiches especializados. En el episodio "If Saturday Be ... For the Boys!", él y a otros supervillanos de la lista D son reclutados por MODOK para robar el escudo del Capitán América. En el camino, el grupo se une y ayuda a Melter a pensar en nombres para su negocio. Sin embargo, muere de emoción,[40] dejando atrás a una viuda y un hijo que aparecen en el episodio, "What Menace Doth the Mailman Deliver!".[41]

### Videojuegos
- Bruno Horgan/Melter aparece en el videojuego Iron Man con la voz de Gavin Hammon. En este juego, Bruno Horgan es un agente de A.I.M. a cargo del desarrollo del cañón de protones en una isla. Él lucha y es derrotado por Iron Man, quien atacó la isla en un intento de cerrar A.I.M..
- Melter aparece en Marvel: Avengers Alliance 2.[42]
- Melter aparece en un paquete DLC de Master of Evil para Lego Marvel Vengadores.[43]

### Varios
Melter aparece en Iron Man: Coming of the Melter (2013), un one-shot situadio en el Universo cinematográfico de Marvel que ocurre entre los eventos de The Avengers y Iron Man 3. En este cómic, Bruno Hogan es un ex inventor que no pudo convencer al ejército de los Estados Unidos para usar su armadura. Hogan modificó el diseño de su armadura y lo usa para atacar a Iron Man y Máquina de Guerra, con la esperanza de usar la publicidad para vender su traje al mejor postor. El plan fracasa cuando los dos héroes derrotan a Melter y destruyen su armadura.